# Werner Görts
Werner Görts (Wuppertal, 15 gennaio 1942) è un ex calciatore tedesco, di ruolo attaccante.